# つる座ベータ星
つる座β星（つるざベータせい）は、つる座の恒星で2等星。同星座のα星と隣り合っている。

## 名称
約2.1等級と、α星のアルナイルと比べて特に暗いわけではないが、知られた名称はなかった。2017年9月5日、国際天文学連合の恒星の命名に関するワーキンググループ (Working Group on Star Names, WGSN) は、つる座β星の固有名として、Tiaki を正式に定めた。